# دوآکار
دوآکار (به لاتین: Duakar) یک منطقهٔ مسکونی در روسیه است که در شهرستان داخادایفسکی واقع شده‌است.